# Siphona consimilis
Siphona consimilis là một loài ruồi trong họ Tachinidae.